# Капальский район
Капальский район — административная единица в Алма-Атинской и Талды-Курганской областях Казахской ССР, существовавшая в 1939—1997 годах.

## История
Капальский район был образован 1939 году в Алма-Атинской области. Его административным центром стал Капал. В состав Капальского района из Талды-Курганского района были переданы Берёзовский, Калиновский, Капалский и Ленинский с/с, а из Аксуйского района Арасанский, Кзыл-Агачский и Сууксайский с/с. 16 ноября из Талды-Курганского района был дополнительно передан Конурский с/с.
В 1943 году были образованы Аксуйский и Конезаводский поссоветы, а Калиновский с/с был переименован в Калининский.
При создании Талды-Курганской области 15 марта 1944 года район был передан в новую область.
В 1945 году Берёзовский с/с был передан в Талды-Курганский район.
В 1954 году были упразднены Конезаводский, Ленинский и Суыксайский с/с.
В 1957 году образован Целинный п/с.
6 июня 1959 года в связи с упразднением Талды-Курганской области Капальский район отошёл к Алма-Атинской области.
16 февраля 1960 года к Капальскому району была присоединена часть территории упразднённого Бурлю-Тобинского района.
В 1962 году Аксуйкий с/с переименован в Суыксайский с/с.
2 января 1963 года Капальский район был упразднён, а его территория разделена между Аксуским, Талды-Курганским районами, а также территорией, подчинённой городу Уштобе.
4 декабря 1970 года Капальский район был восстановлен. В его состав вошли Арасанский, Капальский, Кзылагашский с/с и Мулалинский п/с Аксуского района и Калининский, Конурскийо, Целинный с/с Талды-Курганского района.
В 1972 году Мулалинский п/с был передан в Бурлютобинский район. Образованы Кошкенталский и Суыксайский с/с.
В 1973 году из Бурлютобинского района в Капальский был передан Алажиденский с/с.
В 1977 году из Бурлютобинского района в Капальский был передан Мулалинский п/с. Алажиденский с/с упразднён.
В 1993 году Калининский с/с был переименован в Коктюбинский.
В 1996 году упразднён Коктюбинский с/о.
В 1997 году к Капальскому району был присоединён Егинсуский с/о упразднённого Бурлютобинского района.
22 апреля 1997 года в связи с ликвидацией Талдыкорганской области Капальский район вновь отошёл к Алматинской области.
23 мая 1997 года Капальский район упразднён. При этом Арасанский, Егинсуский, Капальский, Кызылагашский, Кошкентальский, и Суыксайский с/о и Молалинский п/о включены в состав Аксуского района, а Конырский и Целинный с/о — в состав Талдыкорганского района.